# Закон Кенникатта — Шмидта
Закон Кенникатта — Шмидта (англ. Kennicutt–Schmidt law), закон Шмидта — эмпирическое соотношение, связывающее плотность газа и темп звездообразования (англ. star formation rate) в данной области. Впервые данное соотношение исследовал Мартен Шмидт в статье 1959 года, в которой он утверждал, что поверхностная плотность звездообразования пропорциональна некоторой положительной степени {\displaystyle n} поверхностной плотности газа в данной области, то есть
{\displaystyle \Sigma _{SFR}\propto (\Sigma _{gas})^{n}}.
В общем случае поверхностная плотность темпа звездообразования {\displaystyle (\Sigma _{SFR})} измеряется в единицах массы Солнца в год на квадратный парсек (M{\displaystyle \odot }·год−1·пк−2), поверхностная плотность газа измеряется в граммах на квадратный парсек (г·пк−2). При анализе содержания газообразного гелия и молодых звёзд в солнечной окрестности, местной плотности популяции белых карликов и их функции светимости Шмидт предложил значение степени {\displaystyle n\approx 2} (наиболее вероятно от 1 до 3). Все используемые данные относились к Млечному Пути, особенно к окрестностям Солнца.
В 1998 году Роберт Кенникатт исследовал соотношение между плотностью газа и скоростью звездообразования примерно для 100 ближайших галактик, при этом получилось значение степени {\displaystyle n=1.4\pm 0.15}.